# Nabou
Nabou este un roman științifico-fantastic din 1968 al autorului german Günther Krupkat. Scris ca o continuare a romanului din 1963 Als die Götter starben, Nabou prezintă o expediție în interiorul Pământului. Un membru al unei echipe de cercetare care investighează crusta Pământului se dovedește a fi un biorobot, sau „Biomat”, lăsat de un popor avansat care călătorește prin spațiu, popor numit Meiuanii. Întâlnirea dintre oameni și reprezentantul extraterestru este o întâlnire între extratereștri socialiști avansați și societățile umane aflate într-o „etapă inferioară” de dezvoltare, fără conflict deschise de clasă. 

## Primire
Un sondaj din 1989 l-a clasat ca fiind al 13-lea cel mai popular roman științifico-fantastic din Republica Democrată Germană.

## Traduceri
Romanul a fost tradus în limba română de Florin Manolescu și publicat în 1979 în Colecția Fantastic Club de la Editura Albatros.

## Vezi și
- 1968 în științifico-fantastic